# Федотово (Нижегородская область)
Федотово — деревня в составе Семёновского сельсовета в Уренском районе Нижегородской области.

## География
Находится на расстоянии примерно 19 километров по прямой на юг от районного центра города Урень.

## История
Известна с 1723 года. Деревня до 1768 года относилась к главной дворцовой канцелярии, потом Придворной конторы, с 1797 крестьяне стали удельными. Население было старообрядцами-поповцами. В 1856 году было учтено 16 дворов и 140 жителей. В советское время работал колхоз «Красная Заря». В 1978 году было 143 жителя, а 1994 54 жителя.

## Население
Постоянное население  составляло 36 человек (русские 100%) в 2002 году, 30 в 2010 .